# Milan-San Remo 1939
La 32e édition de la course cycliste, Milan-San Remo a eu lieu le 19 mars 1939 et a été remportée au sprint par l'Italien Gino Bartali. 

## Classement final
|    | Cycliste         | Équipe        | Temps           |
| -- | ---------------- | ------------- | --------------- |
| 1  | Gino Bartali     | Legnano       | 7 h 31 min 46 s |
| 2  | Aldo Bini        | Bianchi       | + 0 s           |
| 3  | Osvaldo Bailo    | -             | + 0 s           |
| 4  | Pietro Chiappini | Il Littoriale | + 0 s           |
| 5  | Mario Vicini     | Lygie         | + 0 s           |
| 6  | Mario Ricci      | Maino         | + 2 min 11 s    |
| 7  | Cino Cinelli     | Frejus        | + 2 min 25 s    |
| 8  | Pierino Favalli  | Legnano       | + 2 min 25 s    |
| 9  | Adriano Vignoli  | -             | + 3 min 09 s    |
| 10 | Glauco Servadei  | Ganna         | + 4 min 14 s    |